# Stadsbana

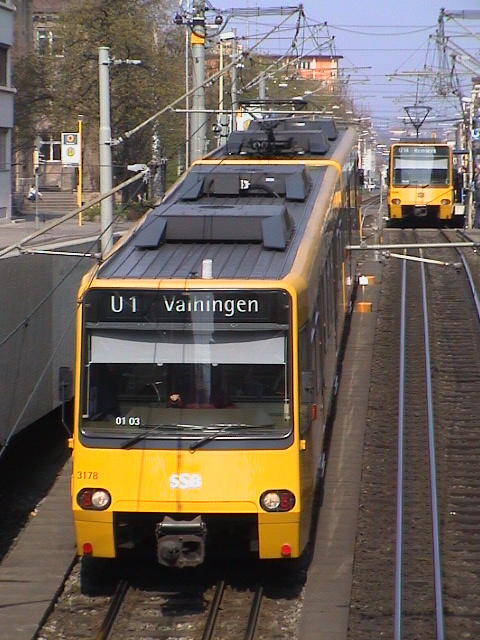
Ett stadsbanetåg på linje U1 i Stuttgart.

Stadsbana är en järnväg eller ett järnvägssystem avsett för personbefordran inom en stad.
Stadsbanor avsåg ursprungligen (1800-talet) planskilda egentliga järnvägar som gick inom en stadsregion, men brukar idag även avse tunnelbanor. En stadsbana kan anläggas som högbana eller i tunnel, och kan undantagsvis ha plankorsningar. 
Efter tunnelbanornas genombrott har begreppet i analogi med tyskans Stadtbahn även använts för spårvägssträckor under konvertering till tunnelbana, trots kvarvarande gatusträckor. Se även premetro.
Internationellt används begreppet metro om "urbana spårbanor med hög kapacitet på egen banvall utan störning av övrig trafik eller plankorsningar". Som metro räknas dock idag inte alltid pendeltågsjärnvägar. Ordet metro kommer av Metropolitan Railway i London, vilken räknas som världens första stadsbana och ibland även som världens första tunnelbana.
På finlandssvenska avser begreppet fortfarande främst järnväg för pendeltågstrafik, vilket ligger närmast den ursprungliga betydelsen.
På engelska finns det liknande begreppet Urban rail transit, vilket avser alla spårsystem för passagerare inom en stad eller stadsregion.
Generellt sett varierar betydelsen av begrepp för spårbunden trafik eftersom spårägare väljer namn på dem och de har inte alltid hållit sig till samma betydelse av dem.

## Historia och utveckling

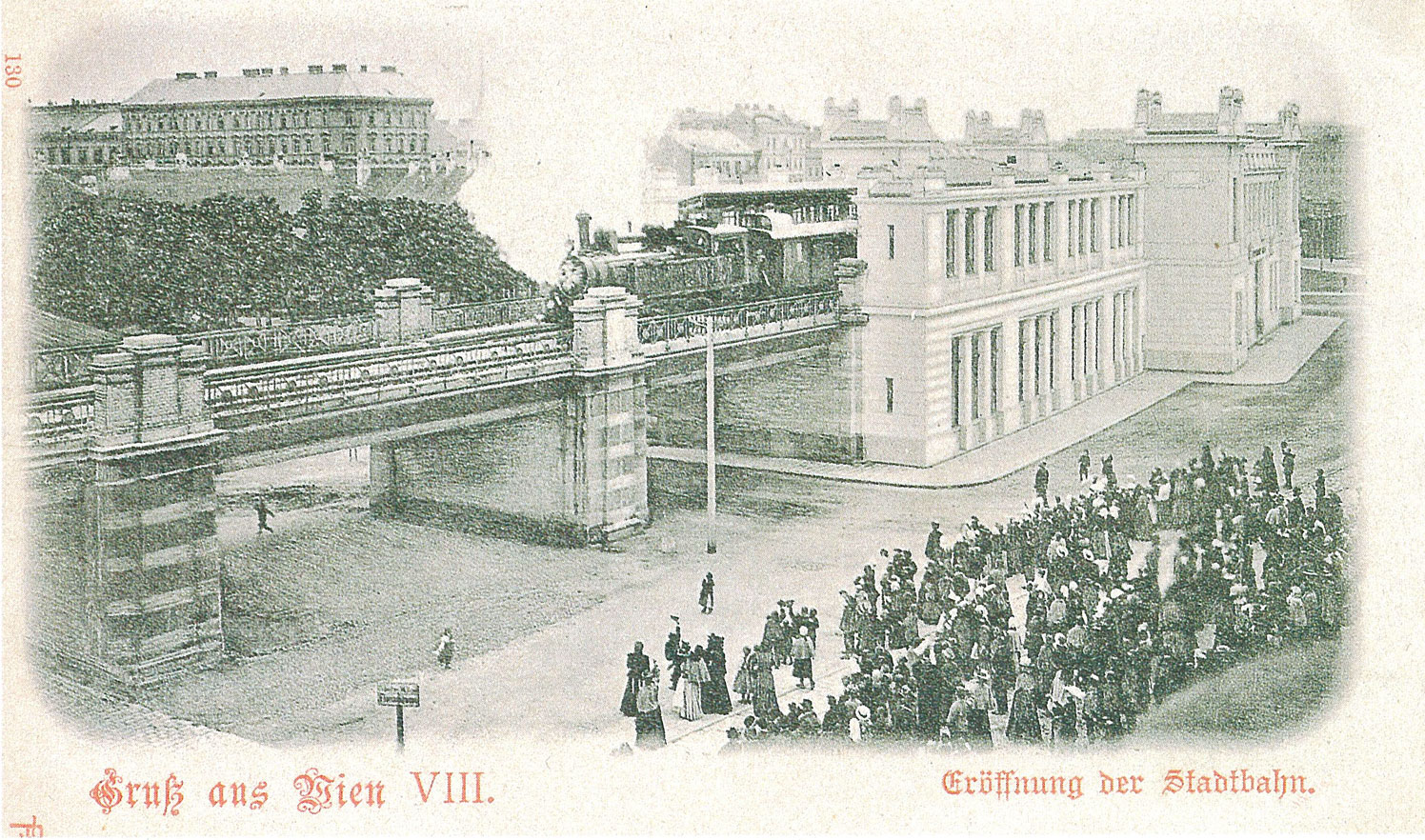
Invigning av Wiens Stadsbana (Vykort 1898)

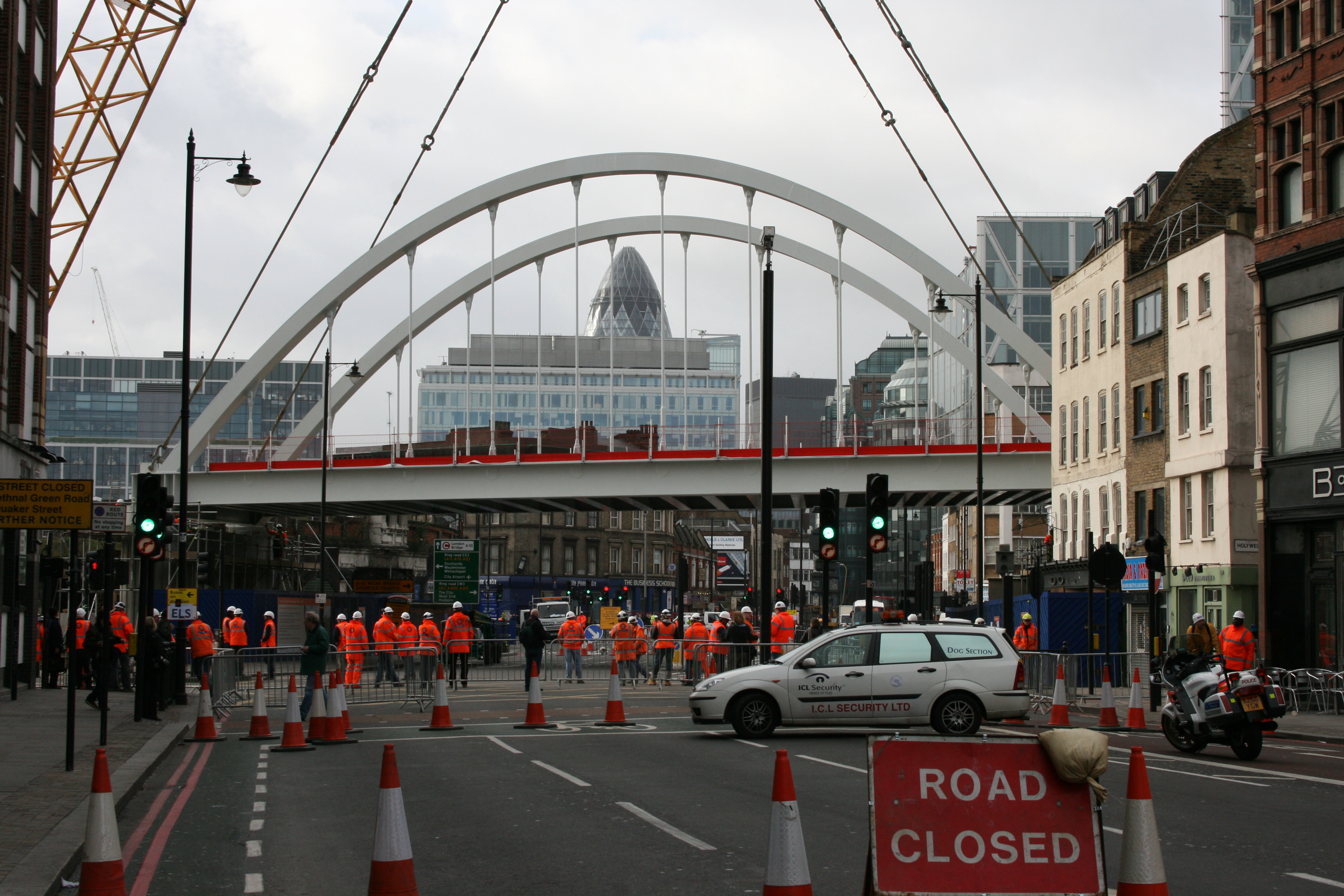
Nya stadsbanebron vid Shoreditch High Street, London Overground.

De äldsta stadsbanorna byggdes för ångtåg i städerna och var inte nödvändigtvis skilda från de nationella järnvägsnäten. Exempel på tidiga stadsbanor är Metropolitan Railway i London, Berlins stadsbana och Otto Wagners stadsbana i Wien. Idag har dessa stadsbanor integrerats i pendeltågs- och tunnelbanenäten. Även i New York och Paris fanns tidiga stadsbanor. De var av högbanetyp men är idag nedlagda. Banunderbyggnaderna finns dock delvis kvar. En annan tidig stadsbana var Chicagos högbana från 1892 vilken fortfarande är i drift.
Under större delen av 1900-talet var tunnelbanan det helt dominerande sättet att bygga upp tyngre kollektivtrafik i större städer. De nya stadsbanorna bestod då främst av premetroanläggningar som byggdes av gamla spårvägar. Men under de senaste decenniernas ekonomiska expansion i Asien har stadsbanorna fått en renässans, där Manilas högbana och MRT Singapore är tidiga exempel, och under senare år har system byggts i till exempel Kuala Lumpur, Bangkok och flera kinesiska städer. Sedan 2007 har man även i London sammanfogat tidigare pendel- och tunnelbanelinjer till en modern stadsbana, London Overground.

## Stads- och tunnelbanesystem i världen
Se även: Lista över tunnelbanor och stadsbanor

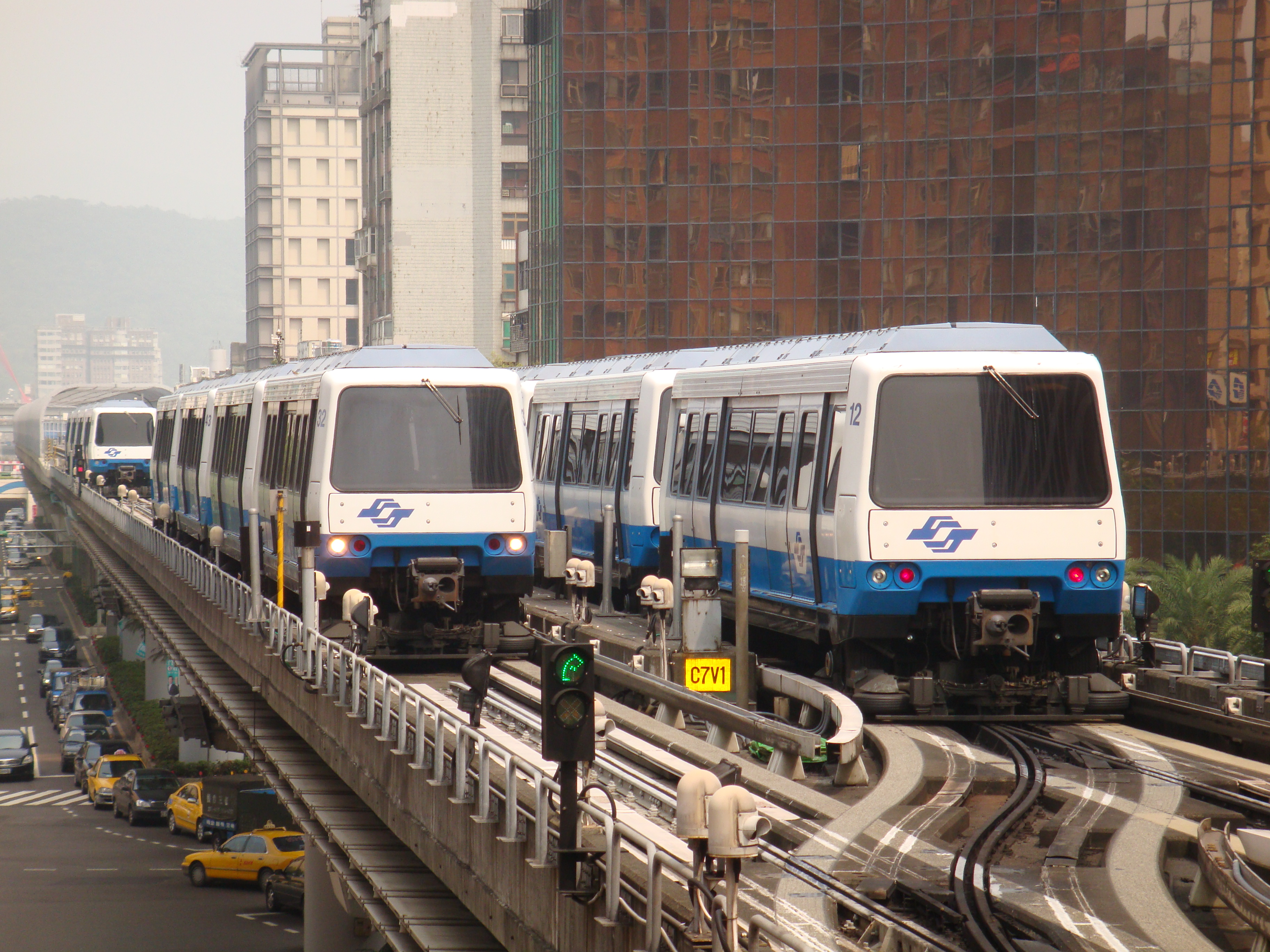
Taipei, tåg med gummihjul

Eftersom stadsbanor anlagts under lång tid och med olika behov skiljer sig utformningen markant. I större städer i utvecklade industriländer har ofta tunnelbana föredragits medan tyngre stadsbanor, för järnvägstrafik, kompletterat. I mindre städer har ofta stadsbanan tagit formen av mellanting mellan tunnelbana och spårväg, för att uppnå en snabb trafik utan tunnelbanans fulla kostnad.
Även i större städer i ännu inte fullt industrialiserade länder har behovet av billigare lösningar än tunnelbana varit anledningen till byggandet av stadsbana. En nackdel med stadsbanor i jämförelse med tunnelbanor är dock att de förra kan verka mer störande. Olika tekniska lösningar för att minska problemen har därför prövats.     

### Europa

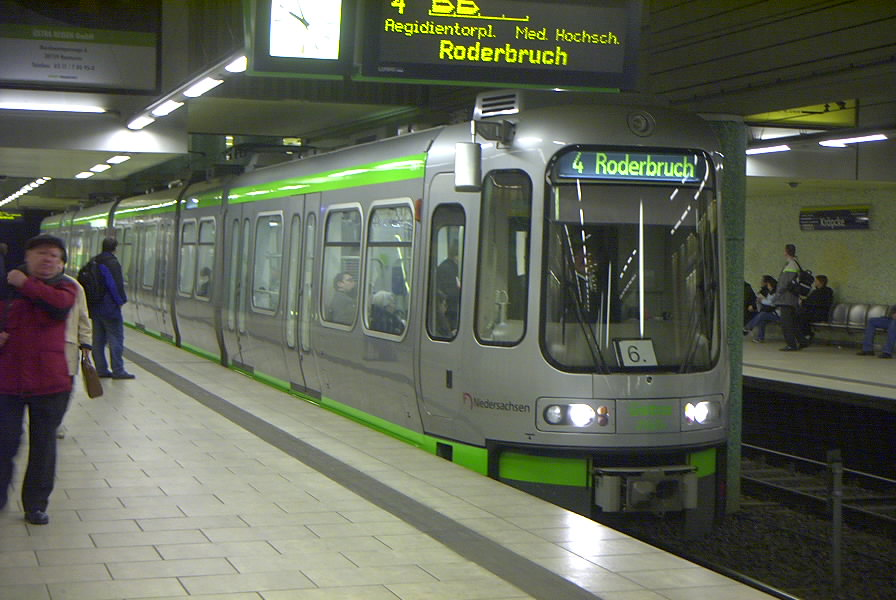
Ett stadsbanetåg i Hannover.

Flera av världens äldsta tunnelbanor finns i Europa och än idag är Europa den världsdel som har flest tunnelbanor. Tunnelbanor har ofta varit det enda realistiska alternativet, då det inte varit möjligt att anlägga högbanor i Europas gamla stadskärnor.
- Antal stads- och tunnelbanor: 68
- Under konstruktion/byggnad: 16
- Länder med flest system: Tyskland (18), Frankrike (6), Italien (6), Ryssland (5).

#### Sverige
Innan tunnelbanan i Stockholm byggdes, fanns det ett nät med snabbspårvägar i förorterna, mot slutet byggda vägkorsningsfritt för att bli en del av tunnelbanan. Dessa kallades förortsbanor eller stadsbanor.
På 1960-talet påbörjades en metro med namnet stadsbana i Göteborg, genom byggande av korsningsfria förortsbanor. Den var tänkt att till en början trafikeras av spårvagnar såsom en premetro, vilket blivit den permanenta lösningen då de centrala tunnlarna hittills inte har byggts.

#### Helsingfors stadsbanor
Huvudartikel: Huvudstadsregionens närtrafik
För att underlätta pendeltågstrafiken i Helsingfors har SAD i samarbete med VR byggt egna spår för pendeltågen, stadsbanor. I nuläget finns tre stadsbanor i Helsingfors, Alberga stadsbana, Vandaforsbanan och Kervo stadsbana. Alberga stadsbana planeras att förlängas till Esbo centrum. Trafiken på stadsbanorna är tät med turintervaller på 10 minuter under rusningstid.

### Asien

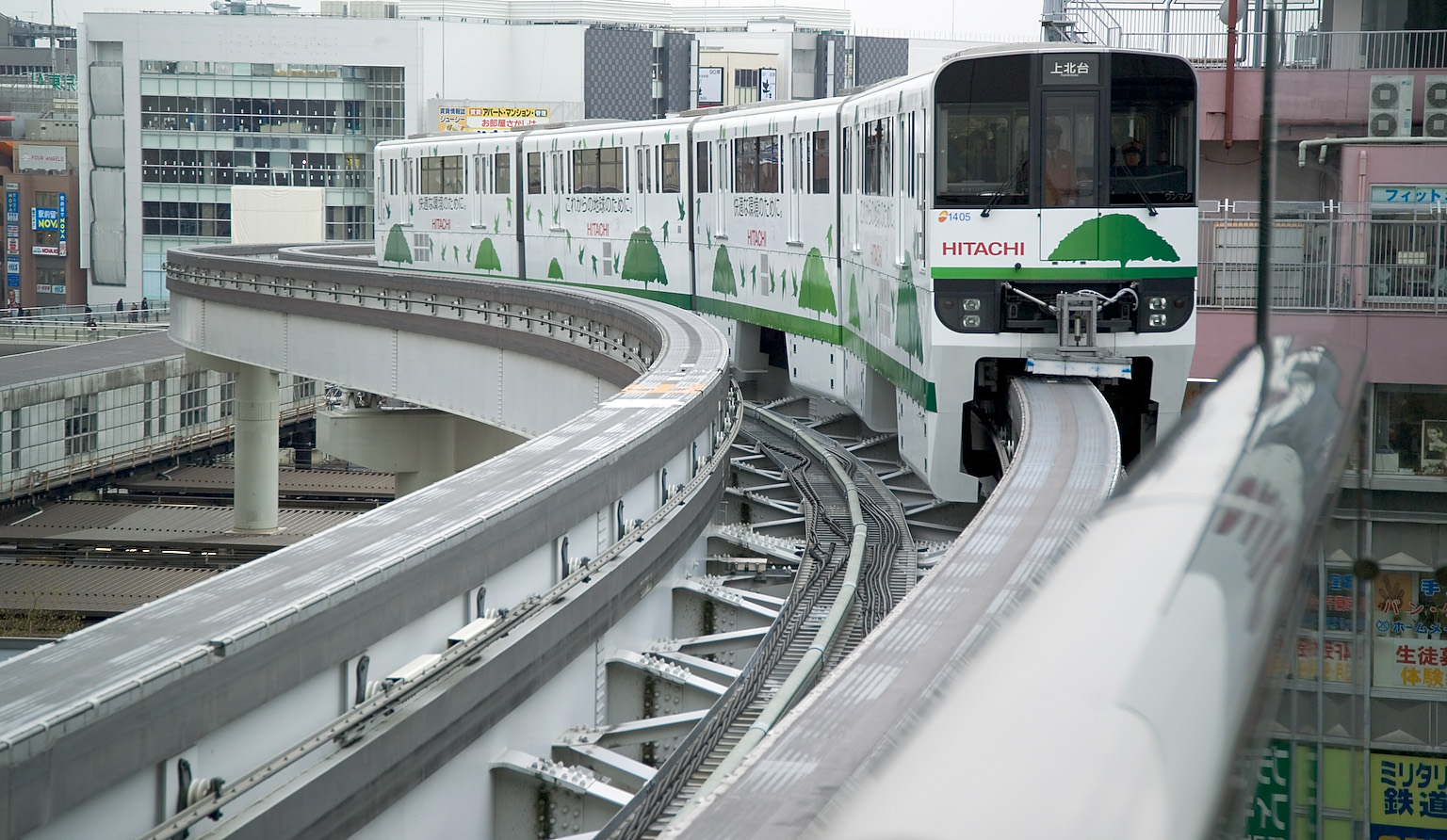
Tama Toshi i Tokyo, byggd av Hitachi-Alweg Division

I Asien är tunnelbanorna spridda över hela världsdelen; flest tunnelbanor hittar man i Kina, Sydkorea och Japan där även Asiens längsta finns i Tokyo på hela 291 kilometer. Seouls tunnelbana är 286 kilometer lång. De senaste åren har nya högbanor byggts i till exempel Bangkok, Wuhan och Chongqing.
- Antal stads- och tunnelbanor: 45
- Under konstruktion/byggnad: 28
- Länder med flest system: Japan 14, Sydkorea och Kina 5, Asiatiska Ryssland och Indien (4)

### Afrika

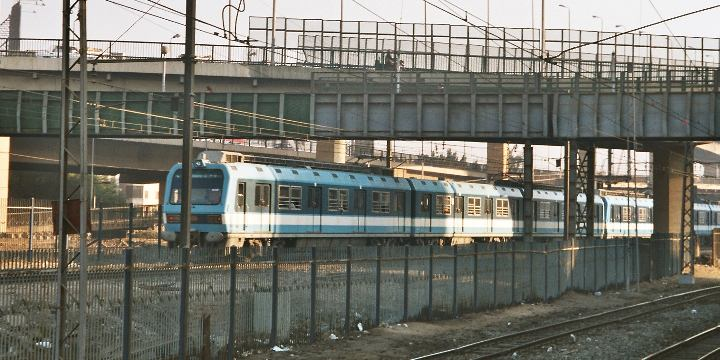
Ett tåg på linje 1 i Kairo.

Kairo har ett stort system. Ytterligare ett i Alger är under planering och konstruktion sedan 1981 men har ännu inte öppnat.

### Nordamerika

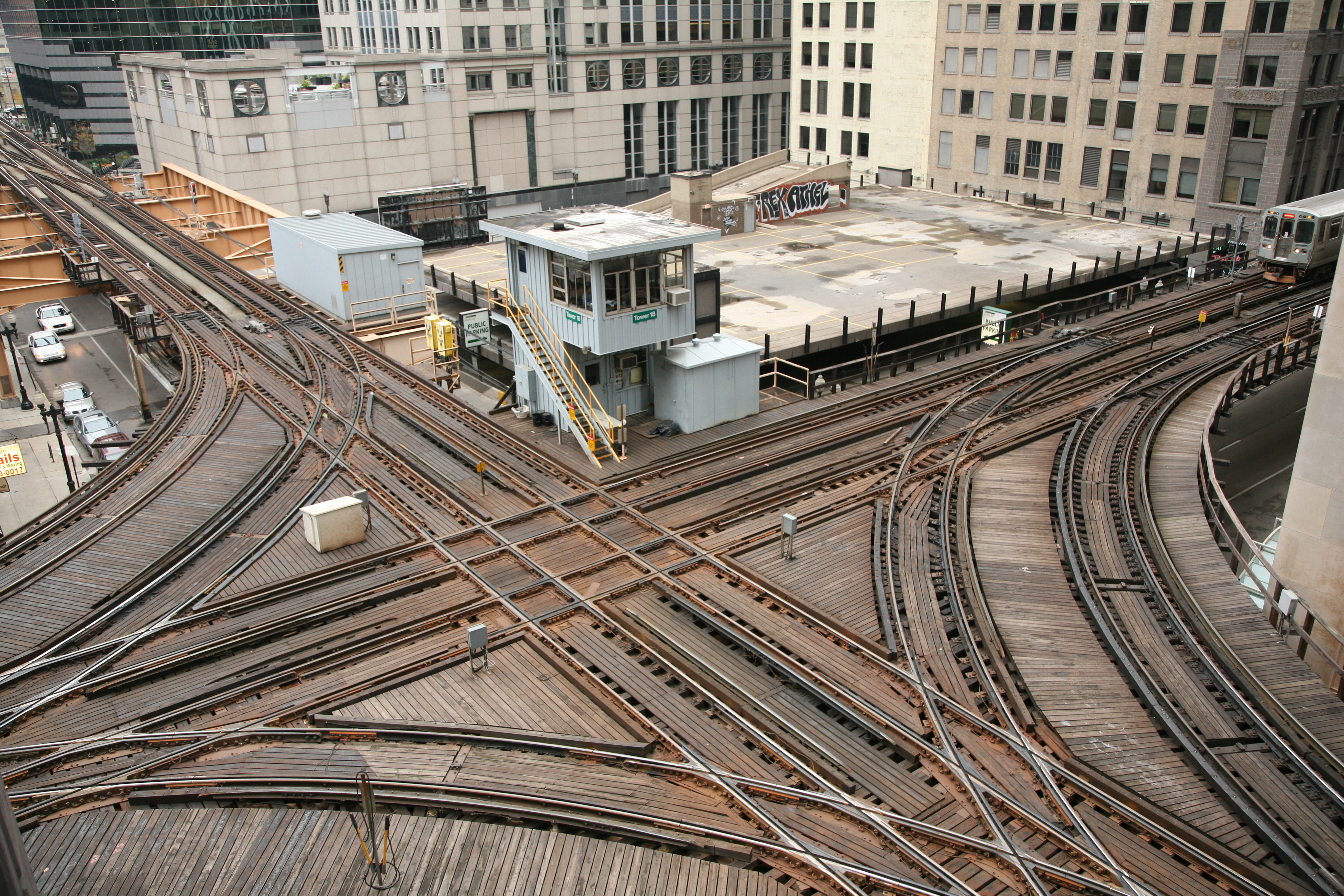
Chicagos högbana,The Loop, nordvästra hörnet

Tunnelbanorna i Nordamerika är främst koncentrerade till Kanada och USA. Även Mexiko har ett antal, bland annat i Mexico City. New Yorks tunnelbana är den näst längsta i världen och Mexico Citys är den åttonde längsta. 
- Antal stads- och tunnelbanor: 22
- Under konstruktion/byggnad: 1
- Länder med flest system:  USA 15, Kanada 5, Mexiko 2 och Puerto Rico (USA) 1.

### Sydamerika

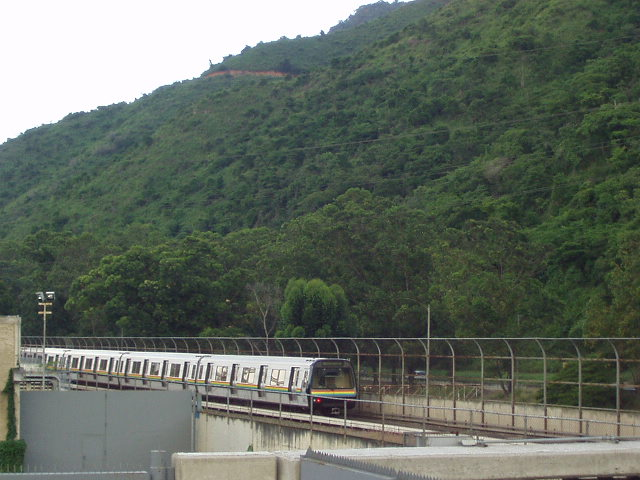
Tåg nära Mamerastationen på linje 2 i Caracas tunnelbana.

Det första tunnelbanesystemet i Sydamerika var Buenos Aires tunnelbana som invigdes år 1913. Under efterkrigstid har ett antal nya system byggts, bland annat sex stycken i Brasilien. Det finns även tunnelbana i den chilenska huvudstaden Santiago de Chile samt en i Venezuela. Även Medellin i Colombia och Lima i Peru har stadsbanor. 
- Antal stads- och tunnelbanor: 11
- Under konstruktion/byggnad: 6
- Länder med flest system: Brasilien 6, Argentina, Chile, Colombia, Peru och Venezuela en vardera.

### Oceanien
Några egentliga stads- eller tunnelbanesystem existerar inte i Oceanien men flera städer, framförallt i Australien, har trafik med lokala tåg genom de större städerna, även med ganska långa tunnlar i centrum, något som får dem att likna tunnelbanor åtminstone i centrum. För närvarande (2017) pågår bygget av en tunnelbana i Sydney.